# Onesia koreana
Onesia koreana este o specie de muște din genul Onesia, familia Calliphoridae, descrisă de Hiromu Kurahashi în anul 1972. Conform Catalogue of Life specia Onesia koreana nu are subspecii cunoscute.